# Ecphylus sollus
Ecphylus sollus är en stekelart som beskrevs av Marsh 2002. Ecphylus sollus ingår i släktet Ecphylus och familjen bracksteklar. Inga underarter finns listade i Catalogue of Life.